# Aural Vampire
Aural Vampire (オーラルヴァンパイア ōraru vanpaia?), grupo musical originario de Tokio, Japón, integrado por Exo-Chika (vocales y letras) y Dj Raveman (música).
Se han presentado en Alemania, EUA, España, México, Argentina, Rusia entre otros países de Europa, así como aparecido en revistas conocidas de Alemania: Astan Magazine y The Dose.

## Inicios
Se conocen en los años de preparatoria donde comienzan a experimentar con sintetizadores y scratching, para posteriormente presentarse en pequeños eventos locales tales como: bares, clubes nocturnos y algunas presentaaciones en público. 

2004 Inicia su carrera en la industria musical al sacar su primer sencillo: "Vampire ecstasy" de corte limitado. 

2006 Se lanza su primer sencillo titulado: "Death folder" el cual incluye tres pistas y un video flash de Economical animal superstar!. Fue difundido en Internet por medio de descarga gratuita vía su sitio de Internet. 

2009 Comienzan a lanzar a la venta miniálbumes (EPs I, II, III) que contienen versiones previas de lo que sería su futuro álbum del 2010. Inician operaciones de venta vía itunes. 

2010 A la venta el álbum "Zoltank!" que incluye todas las canciones de los EPs. 

2012 Kerguelen Vortex.

## Personajes

### Dj Raveman
El personaje enigmático con máscara al puro estilo Rave-industrial. Al inicio Raveman elaboraba sus propias máscaras, de una forma casi artesanal, así mismo su máscara tiene un conjunto de luces en los ojos y una pequeña pantalla LCD donde muestra información de alguna canción, o su página web.
Representa un carnicero militar o puede representar un ente oscuro, o un cuervo. Va a depender de la máscara y atuendo que use.
Se encarga de poner la música, alterar la misma y a su vez de programarla. Pocas veces habla, ya que es muy tímido y baila solo cuando la música está en juego.

### Exo-Chika
O la chica vampiro, generalmente afirma que sus colmillos son reales y que le crecieron desde temprana edad, lo cual por supuesto son implantes bastante reales.
Se encarga de las letras y la composición de las mismas, a su vez funge como cantante principal.

## Miembros
Los miembros actuales
- EXO-CHIKA (エキゾチカ) - Vocalista, Letras (2004–presente)
- RAVEMAN (レイブマン) - Dj y productor (2004–presente)

Miembros de apoyo
- Wu-CHY - bajo (2012–present)
- Higuchuuhei (ヒグチユーヘイ) - Guitarra (2012–presente)
- ZEN - Teclado (2012–presente)
- IZU - Batería (2012–presente)

## Sobre su música
Están dentro del género gótico, industrial y rock acompañados de la música electrónica en todo momento. Básicamente su música es general, sobre temas de series de películas tipo Gore o de fantasmas. Otra parte aborda temas considerados tabú como en "Girls revers" o "Preservative woman". En otras ocasiones son sobre maquinaria y baile. Sus letras son sencillas aunque con gran creatividad, lo cual les ha hecho ser altamente aceptados por varias tribus urbanas del Japón, así como ser reconocidos nacional e internacionalmente dentro de sus correspondientes géneros.

## Presentaciones
Aural vampire ha sido aceptado en países desde Europa, Asia hasta América del Norte y América del Sur. Se ha presentado con el grupo de rock oscuro: The pussybats, originarios de Alemania, y el grupo de rock industrial, japonés-alemán: Sisn of the flesh. Entre los eventos principales destacan:
- Katsukon. 

- Animatsuri. 

- Anime Friends. 

- Tokio decadance. 

## Remakes
El grupo japonés The destruct system de metal industrial hizo una versión de la conocida pista Vampire ecstasy. Dj Sisen ha hecho algunos remixes de Aural vampire.

## Discografía
===Vampire ecstasy=== [22/03/2004]
Lista

1. Opening 

2. Vampire ecstasy

3. Freeeeze!!

4. Terror vixen

5. Hana no sakigake 

6. The repoman

7. Preservative Woman

8. Crimson tyrant 

9. S.O.B

10. Disco king 

11. Banboro koubou 

12. Murealism (Dj SV925SHARK) 

13. P.N.F.P.N 

===Zoltank!=== [05/05/2010]
Lista 

1. フレアスタック. 

2. Cannibal coast. 

3. Freeeeze!!. 

4. V. Madonna schizoid. 

5. 69 Balloons. 

6. Transcrypt. 

7. Hot blood workout. 

8. Innsmouth. 

9. Border of the dead. 

10. Voodoovocoder. 

11. スリヰクフ. 

12. PNFPN. 

13. Economical animal superstar. 

14. Darkwave surfer. 

15. カイドク. 

16. Mad sports. 

### Sencillos
- [2005.10.04] Death folder (デスフォールダ)

Lista 

1.Economical animal superstar

2.Darkwave surfer

3.Vampire ecstasy (Remix por Kohki de Destruct system )

- [2008.10.29] Aural vampire Ep I

Lista 

1. Cannibal coast Ver. 2

2. Darkwave surfer Ver. 2

3. Transcrypt.

Sencillos (estos sencillos tienen distinta fecha de salida)
- Girl's revers. (Dentro del álbum Momoturisu, dedicado a Momoto)
- Hot blood workout. (Chou shigeki entertainment vol. 3)
- Basara. (Astan 24)
- Voodoo vocoder. (Álbum: Techno 4 pop vol. 2)
- Innsmouth.
- Kaidoku. (Álbum: Moe techno poppu)
- Madonna schizoid V. (Álbum: Kaikidrop)
- Yagi parade.
- Stukje.
- Basaramix.
- Freeeze!!(Remix).

### Remixes & duetos.
- Close your eyes (Remix de Aural vampire ) - Intérprete original: Mind:State.
- Blood y Aural vampire - Blood - Álbum: Dead-hearted.
- Blast-o-matic - Dj technorch - Álbum: Dj technorch meets xxx.
- Cannibal coast (Shounan zoku) - Álbum: 2Dx 15 Dj troopers.
- Bad movie disco king (Segunda versión de Disco king) - Álbum: Dark waters.
- Darkwave surfer (Sircam´s remix).

### Compilaciones
- Astan vol. 1 (combinado con grupos de rock gótico y darkwave con intérpretes asiáticos y europeos).
- Chou shigeki entertainment vol. 3
- Momotoris.
- Kaiki drop.
- Techno 4 pop vol. 2.
- Moe techno poppu.

### Videos
- Freeeze!!.
- Hot blood workout
- Economical animal superstar (Animación basada en la aplicación flash)
- Cannibal coast.
- Soloween
- Carpe Noctem